# Pehr Granstedt

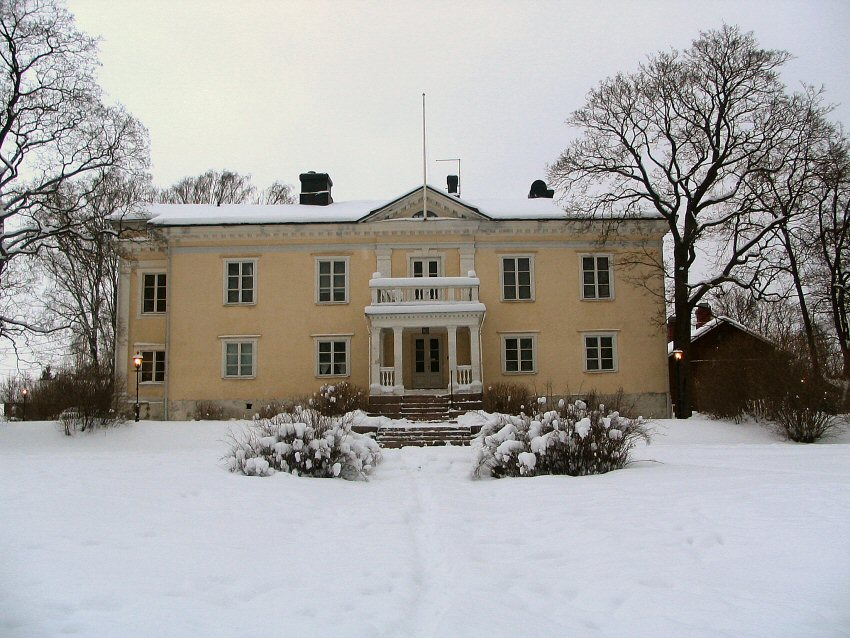
Le bâtiment principal du Manoir d'Herttoniemi, transformé à partir des plans de Pehr Granstedt en 1815.

Pehr Granstedt (né le 22 octobre 1764 à Karlskrona, décédé le 20 mai 1828 à Helsinki) est un architecte de style néo-classique.

## Biographie
Il épouse Johanna Fredrica Du Bois (1772,1837), ils auront trois enfants Anders Fredrik (1800-1849), Catharina Johanna (1801-1837) et Fredrika Charlotta.
Né en Suède, il vient en Finlande durant la Guerre russo-suédoise de 1788-1790 comme officier pour fortifier la ville de Hanko et a probablement aussi officié à Suomenlinna. Pendant la Guerre de Finlande, il est fait prisonnier par les Russes. Il laisse de cette période un journal de ses années de prisons en Russie. À la fin de la guerre, il reste habiter en Finlande.
Granstedt a conçu en 1814 l'actuel Palais Présidentiel pour la riche famille de commerçants  Heidenstrauch. En 1837, l'État achète la maison pour en faire le Palais présidentiel. Elle est alors très significativement transformée par Carl Ludwig Engel.
Il est enterré dans le cimetière de la Vieille église d'Helsinki.

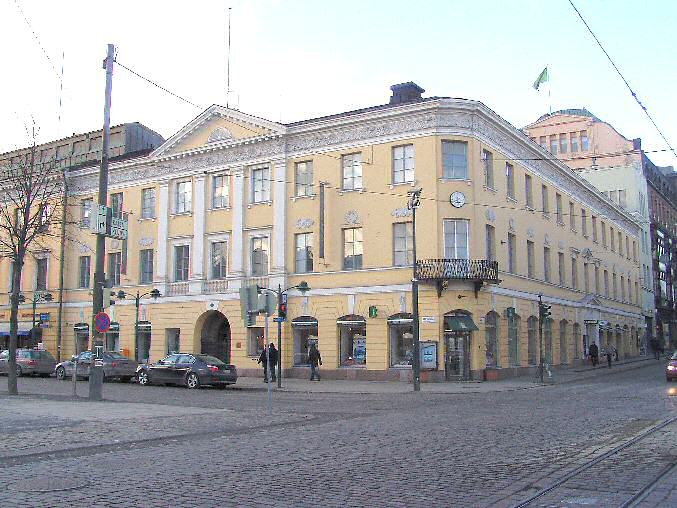
Maison Uschakoff, 19, Pohjoisesplanadi.

## Ouvrages principaux
- 1806, Manoir de Riilahti, Bromarv
- 1813, Maison Balder, 12, rue Aleksanterinkatu, Helsinki
- 1815, Maison Govinius, 9, Pohjoisesplanadi, Helsinki
- 1814, Palais Présidentiel, Helsinki
- 1815, Manoir d'Herttoniemi, Helsinki
- 1815, Manoir de Munkkiniemi, Helsinki
- 1816, Maison Uschakoff, 19, Pohjoisesplanadi, Helsinki
- 1817, Maison Lampa, 5, Pohjoisesplanadi, Helsinki
- 1820, Tombeau de Carl Olof Cronstedt, cimetière de l'Église Saint-Laurent, Vantaa

## Galerie

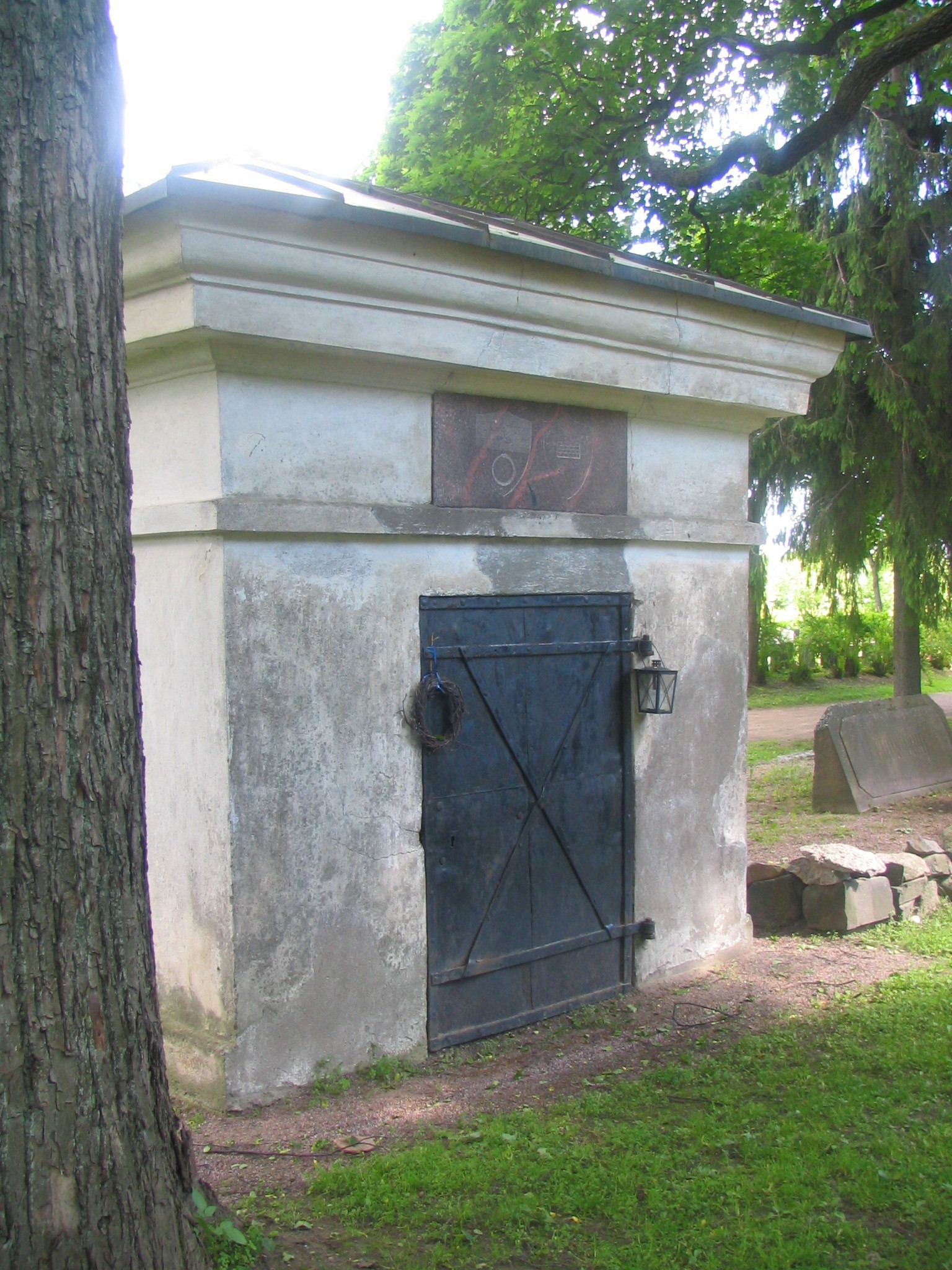
Tombeau de Carl Olof Cronstedt, Vantaa.
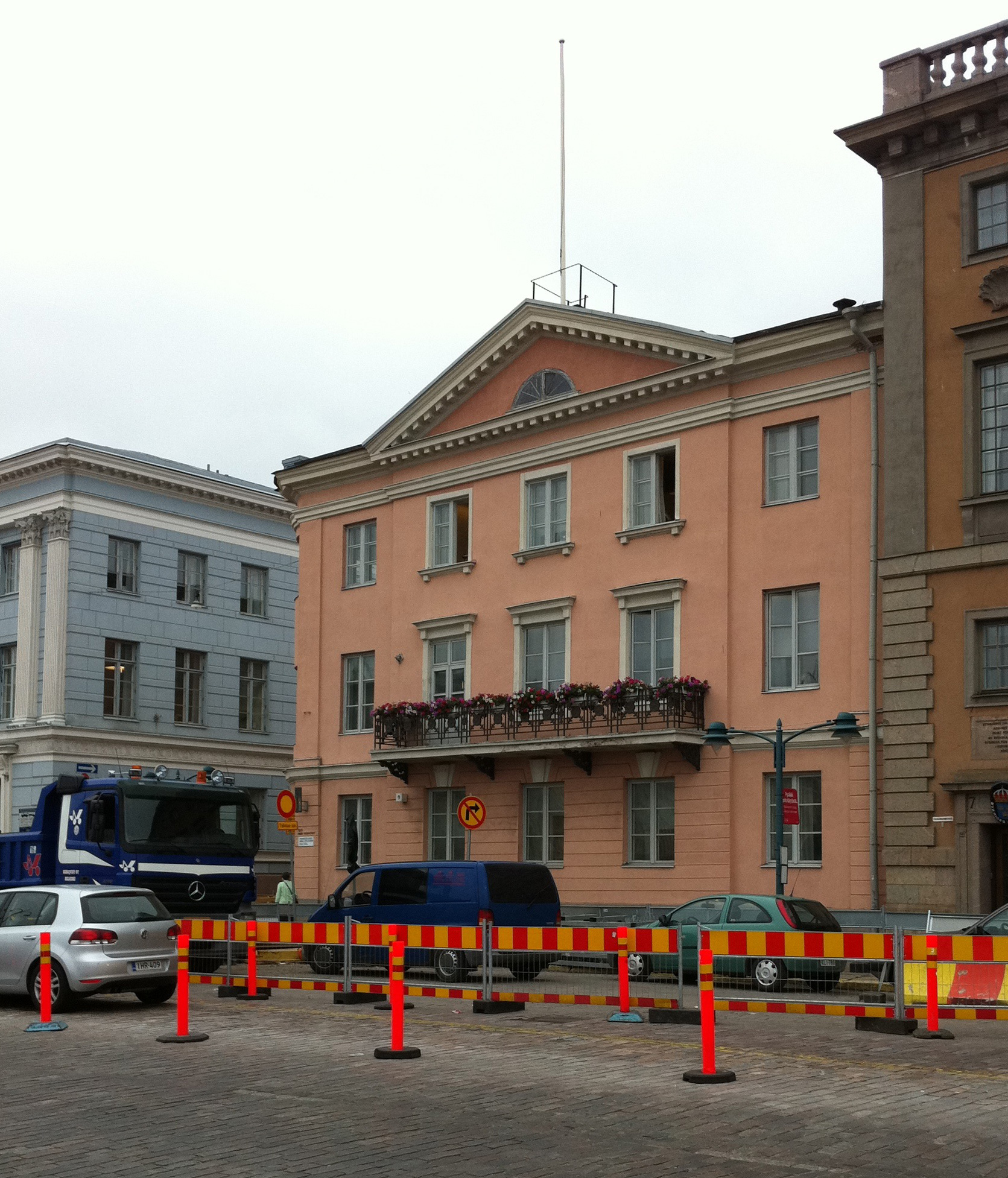
Maison Govinius, Helsinki.
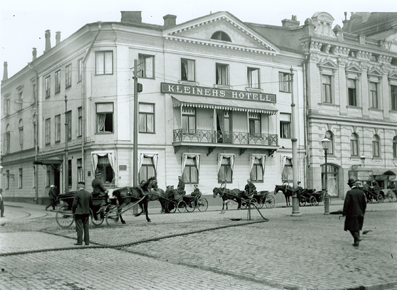
Hôtel Kleineh.
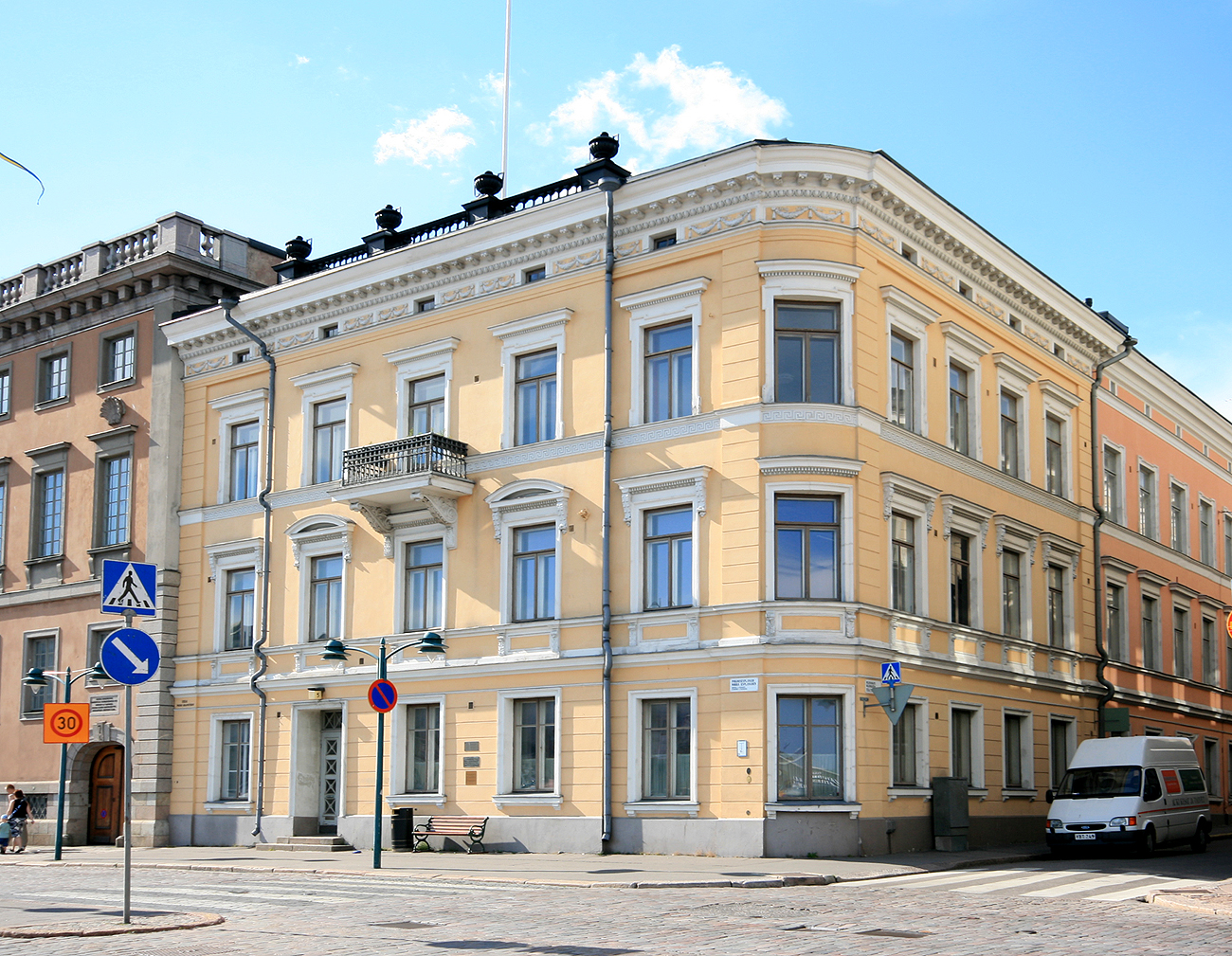
Maison Lampa, 5,Pohjoisesplanadi.
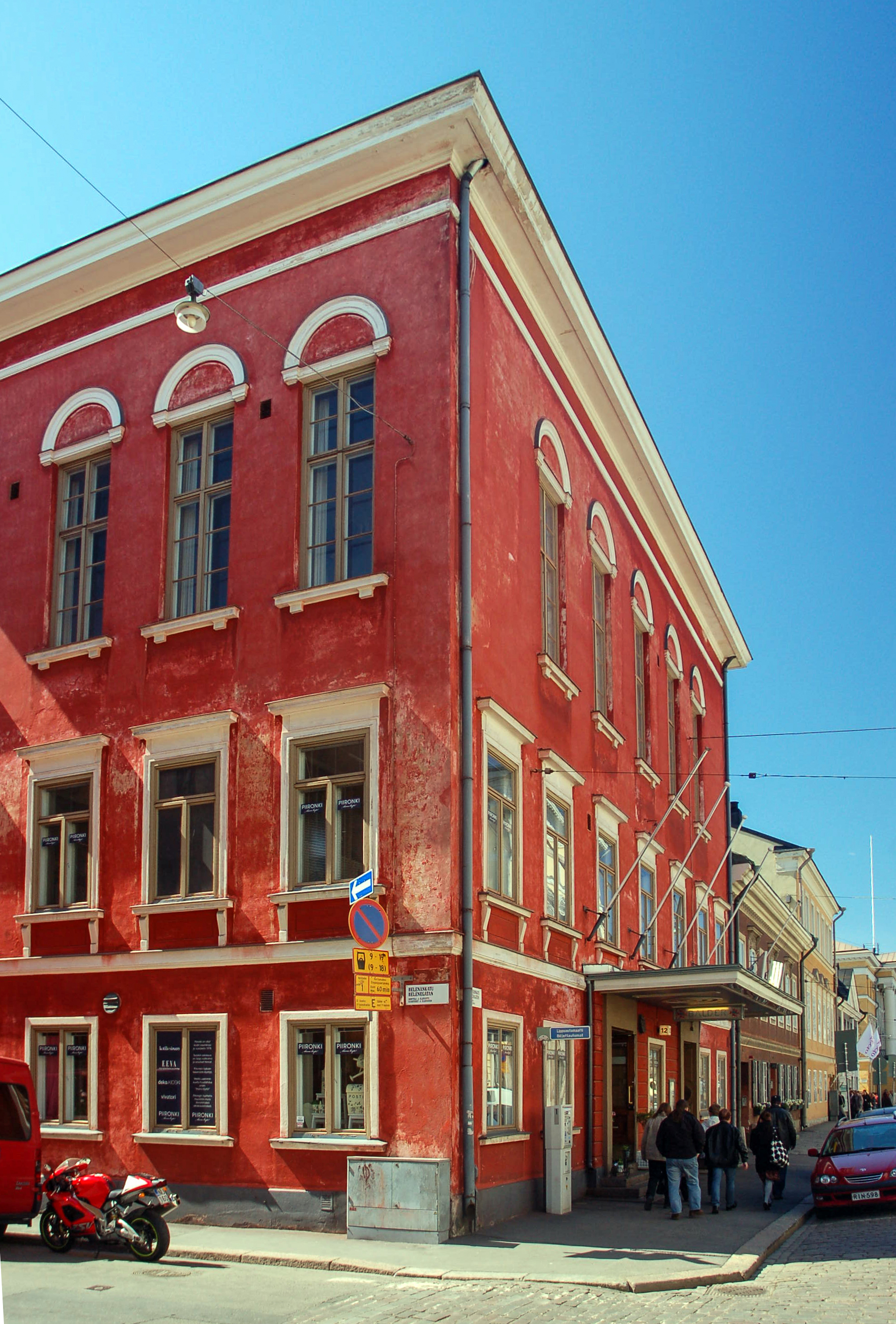
Maison Balder, Helsinki.
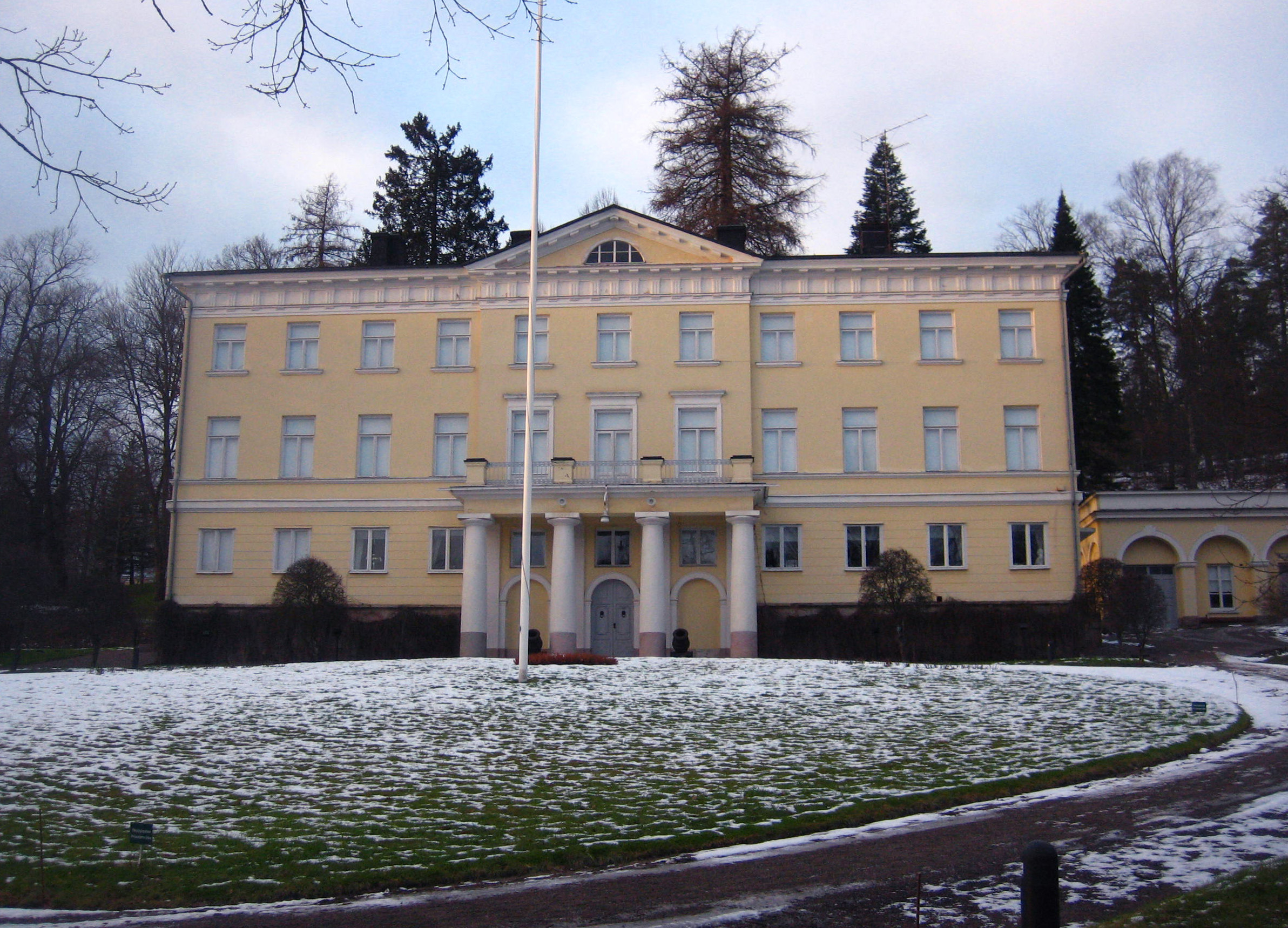
Kivimuuri de Fiskars.